# ۲۴ شوال
۲۴ شوال، بیست و چهارمین روز از ماه شوال در تقویم هجری قمری است.
٩٧٩٥٥
در تقویم هجری قمری قراردادی این روز دویست و نودمین روز سال است.

## درگذشتگان
- ۱۴۱۳ - جمال حمدان، جغرافی‌دان و نویسنده مصری.